# 大老
大老（たいろう）は、江戸幕府の職制で、将軍の補佐役、臨時に老中の上に置かれた最高職である。より広義には、大名家・執政機関の最高責任者群を指す（豊臣政権の五大老などがよく知られる）。

## 概説
非常置の職で定員は通常1名であった。重要な政策の決定にのみ関与し（大政参与）、評定所への出勤や月番などの日常業務は免除されていた。
初期の幕閣では松平定勝や松平忠明といった徳川家康の信頼が厚い親族（4代将軍・徳川家綱時代の保科正之もこれに近い）や井伊直孝・酒井忠世などの重臣（井伊・酒井両名が大老に就任したかどうかについては意見が分かれている）が元老としての役割を果たしていたが、その役割をベテランの老中に担わせた職掌とみることができる。その意味では譜代大名の名誉職的な意味合いが強い職であったが、酒井忠清・井伊直弼のように自らに権力を集中させる者もいた（江戸中期の大老・井伊直幸は田沼意次に同調し、幕政に一定の影響力を持っていた）。
記録で明らかな所では、寛永15年（1638年）に3代将軍・徳川家光が土井利勝・酒井忠勝を大老に格上げしたのが始まりとされる。その後、徳川家綱の時代に酒井忠清・井伊直澄が就任し、5代将軍・徳川綱吉が任命した堀田正俊の時に最高職としての体裁が整った。
大老職に就けるのは井伊・酒井（雅楽頭流宗家）・土井・堀田の4家に限定された。ただし、雅楽頭流酒井家はさらに宗家の前橋藩→姫路藩と別家の小浜藩に分かれた次の代でともに大老に就いているので、事実上5家と数えることもできる。
特徴としては、酒井、土井、堀田の3家は老中を務めている者からの選任となるが、井伊家はそもそも老中には任命されない習わしなので、いきなり大老に抜擢される形となる。なお、土井家は土井利勝、酒井家（雅楽頭流別家）は酒井忠勝、堀田家は堀田正俊だけが大老に登用された。
この4家以外では柳沢吉保が大老格に任命されている。
しかし、井伊家の井伊直政と共に徳川四天王と称せられ、石高でも堀田家を上回っていた譜代重鎮の酒井忠次・榊原康政・本多忠勝の末裔はこれに任じられないなど、大老4家を固定した基準はいまひとつ不明である。
在職中に殺害された大老は2人いる。堀田正俊は1684年に江戸城内で従叔父の若年寄・稲葉正休に殺害された。また、幕末の井伊直弼は江戸城桜田門外で水戸藩・薩摩藩の浪士に殺害されている（桜田門外の変）。

## 大老四家
- 井伊家
- 酒井家(雅楽頭流酒井家)
- 土井家
- 堀田家

## 大老一覧

### 大老
| 氏名                        | 在任中の官位異動                                               | 前職          | 在職期間                                                             | 後職 | 城地       |
| --------------------------- | -------------------------------------------------------------- | ------------- | -------------------------------------------------------------------- | ---- | ---------- |
| 井伊直孝                    | 従四位上行右近衛権少将兼掃部頭 →従四位上行右近衛権少将         | -             | 寛永9年（1632年）頃 - 不明                                           | -    | 近江彦根藩 |
| 酒井忠世                    | 従四位下行侍従兼雅楽頭 （異動なし）                            | -             | 寛永13年3月12日（1636年4月17日） - 3月19日（4月24日）                | 卒   | 上野前橋藩 |
| 土井利勝                    | 従四位下行侍従兼大炊頭 →従四位下行左近衛権少将兼大炊頭         | 老中          | 寛永15年11月7日（1638年12月12日） - 寛永21年7月10日（1644年8月12日） | 卒   | 下総古河藩 |
| 酒井忠勝                    | 従四位下行侍従兼讃岐守 →従四位上行左近衛権少将兼讃岐守         | 老中          | 寛永15年11月7日（1638年12月12日） - 明暦2年5月26日（1656年7月18日）  | 隠居 | 若狭小浜藩 |
| 酒井忠清                    | 従四位下行左近衛権少将兼雅楽頭 （異動なし）                    | 老中          | 寛文6年3月29日（1666年5月3日） - 延宝8年12月9日（1681年1月28日）     | 隠居 | 上野前橋藩 |
| 井伊直澄                    | 従四位下行左近衛権少将兼掃部頭 （異動なし）                    | 溜間詰        | 寛文8年11月19日（1668年12月22日） - 延宝4年1月3日（1676年2月16日）   | 辞任 | 近江彦根藩 |
| 堀田正俊                    | 従四位下行侍従兼筑前守 →従四位下行左近衛権少将兼筑前守         | 老中          | 天和元年12月11日（1682年1月19日） - 貞享元年8月28日（1684年10月7日） | 遭難 | 下総古河藩 |
| 井伊直興                    | 従四位下行左近衛権少将兼掃部頭 （異動なし）                    | 溜間詰        | 元禄10年6月13日（1697年7月30日） - 元禄13年3月2日（1700年4月20日）   | 隠居 | 近江彦根藩 |
| 井伊直該 （直興改め、再任） | 従四位下行左近衛権少将兼掃部頭 →正四位上行左近衛権中将兼掃部頭 | 隠居          | 宝永8年2月13日（1711年3月31日） - 正徳4年2月23日（1714年4月7日）     | 隠居 | 近江彦根藩 |
| 井伊直幸                    | 正四位上行左近衛権中将兼掃部頭 （異動なし）                    | 溜間詰        | 天明4年11月28日（1785年1月8日） - 天明7年9月1日（1787年10月11日）    | 辞任 | 近江彦根藩 |
| 井伊直亮                    | 正四位上行左近衛権中将兼掃部頭 （異動なし）                    | 溜間詰        | 天保6年12月28日（1836年2月14日） - 天保12年5月15日（1841年7月3日）   | 辞任 | 近江彦根藩 |
| 井伊直弼                    | 従四位上行左近衛権中将兼掃部頭 →正四位上行左近衛権中将兼掃部頭 | 溜間詰        | 安政5年4月23日（1858年6月4日） - 安政7年3月3日（1860年3月24日）      | 遭難 | 近江彦根藩 |
| 酒井忠績                    | 従四位下行侍従兼雅楽頭 →従四位下行左近衛権少将兼雅楽頭         | 溜間詰 元老中 | 元治2年2月1日（1865年2月26日） - 慶応元年11月12日（1865年12月29日）  | 蟄居 | 播磨姫路藩 |

### 大老格
| 氏名     | 在任中の官位異動                            | 前職          | 在職期間                                                        | 後職 | 城地       |
| -------- | ------------------------------------------- | ------------- | --------------------------------------------------------------- | ---- | ---------- |
| 柳沢吉保 | 従四位下行左近衛権少将兼美濃守 （異動なし） | 側用人 老中格 | 宝永3年1月11日（1706年2月23日） - 宝永6年6月3日（1709年7月9日） | 隠居 | 甲斐甲府藩 |

## 諸藩の大老
諸藩では藩主が幼少のときなどに、藩主を補佐するために設置された非常置の役職として大老職を置く藩もあるが、設置されているのが稀なポストであり、会津藩や福岡藩、高松藩などで見られる。設置されている藩でも、幕府の役職も掲載される『江戸武鑑』では「大老」の項目名は付されないが、会津藩では家老の項目より上位に記載されている。会津藩の大老として『江戸武鑑』で確認できる者に、松平容衆の代の田中玄宰や北原光裕がいる。また、水戸藩には800石取りの大老として藤井徳昭、出石藩には1500石取りの仙石久寿がいる。